# 5572 Bliskunov
5572 Bliskunov este un asteroid din centura principală, descoperit pe 26 septembrie 1978, de Liudmila Juravliova.